# Torrey Botanical Society
Pour les articles homonymes, voir Torrey.
La Torrey Botanical Society est une société savante regroupant des botanistes amateurs ou professionnels dans le but de promouvoir l’étude des plantes. Elle a été créée de façon informelle dans les années 1860 par John Torrey (1796-1873) alors professeur au Collège Columbia de New York et constitue la plus ancienne société de botanique des États-Unis d'Amérique. The Bulletin of the Torrey Botanical Society paraît en 1870.